# El hombre que yo amo
«El hombre que yo amo» es el nombre del segundo sencillo del álbum debut de la cantante chilena Myriam Hernández lanzado en 1988 bajo la compañía discográfica EMI Music, la canción se convirtió en todo un éxito e hizo que Hernández obtuviera su primer top 10 en la lista Hot Latin Songs de la revista Billboard.
La canción se convirtió en una de las canciones más exitosas de Hernández llegando al número 1 en 20 países, y posicionándola como una de las artistas que más discos vendió ese año.
El video fue grabado en 1988 en las dunas de Concón, donde Myriam canta vestida de blanco, sentada en la arena con una silla. En 2012, a una semana de haberse publicado en su canal de YouTube, llega a ser el video chileno más visto del portal con 20,5 millones de visitas.
La canción ha sido reversionada por variados artistas y estilos, como la cantante argentina Tormenta.

## Posicionamiento en listas
| País (1989-1990)                            | Mejor posición |
| ------------------------------------------- | -------------- |
| Chile (UPI)                                 | 1              |
| Ecuador (UPI)                               | 6              |
| República Dominicana (UPI)                  | 6              |
| Estados Unidos (Billboard Hot Latin Tracks) | 10             |